# Монтана (футбольный клуб)
ПФК «Монтана» — болгарский футбольный клуб из города Монтана, выступающий в высшем дивизионе чемпионата страны.

## История
ПФК «Монтана» был основан 20 марта 1947 года при слиянии нескольких небольших спортивных клубов в один. Клуб был назван «Христо Михайлов», в честь болгарского коммуниста Христо Попмихайлова, который родился в Монтане и умер в 1944 году. С 1957 по 1990 год клуб назывался ФК «Семтеврийская Слава». В 1990 году команда получила своё нынешнее название — ПФК «Монтана». Лучшее достижение клуба в Группе «А» — 9-е место в сезоне 1996/97. В Кубке Болгарии — 1/2 финала в 1995 году. В 1996 году клуб играл в финале Кубка лиги с командой «Нафтекс», но уступил. В сезоне 1996/97 «Монтана» заняла 15-ю позицию в чемпионате и вылетела в ПФГ «Б». В сезоне 2008/09 клуб выиграл ПФГ «Б» и вышел в Группу «А».

## Сезоны
| Год     | Дивизион   | Место |
| 2009-10 | Группа «А» | 11-е  |
| 2008-09 | ПФГ «Б»    | 1-е ↑ |
| 2007-08 | ПФГ «Б»    | 7-е   |
| 2006-07 | ПФГ «Б»    | 10-е  |
| 2005-06 | ПФГ «Б»    | 11-е  |
| 2004-05 | ЛФГ «В»    | 1-е ↑ |

## Стадион
Свои домашние матчи команда проводит на стадионе «Огоста» в Монтане, вмещающем 8 000 зрителей. Стадион открыт в 1965 году и реконструирован в 2006. Размер поля 108 на 80 метров.

## Достижения
- 9-е место в Группа «А» — 1996
- 1-е место в ПФГ «Б» — 2009
- 1/2 финалист Кубка Болгарии — 1995
- Финалист Кубка лиги — 1996

## Тренеры
- Стевица Кузмановский (2016)